# Zhang Li
Zhang Li (张莉S, Zhāng LìP; Yingkou, 12 febbraio 1981) è una schermitrice cinese, specializzata nella spada. Ha vinto una medaglia d'oro ed una d'argento ai Campionati mondiali di scherma.